# Mushanokōji-dōri
Pour les articles homonymes, voir Mushanokōji.
Le Mushanokōji-dōri ou Mushakōji-dōri (武者小路通 / 無車小路通, Mushanokōji-dōri / Mushakoji-dōri) est une voie du centre-nord de Kyoto, dans l'arrondissement de Kamigyō. Orientée est-ouest, elle débute au Karasuma-dōri (en) et termine au Horikawa-dōri (en). La portion au-delà d'Ogawa-dōri est parfois dénommée Shinmushanokōji-dōri (新武者小路通, Shinmushanokōji-dōri).

## Description

### Situation
Le Mushanokōji-dōri est une rue de l'arrondissement de Kamigyō, dans le centre-nord de la ville, principalement dans les quartiers d'Umeya-chō (梅屋町), Mushanokōji-chō (武者小路町) et Nishimushanokōji-chō (西武者小路町). Elle suit l'Ichijō-dōri (一条通) et précède le Motoseiganji-dōri (元誓願寺通). Située dans le Nishijin (西陣), secteur historique de l'industrie textile à Kyoto, elle est très sinueuse et bifurque plusieurs fois au sud, tout en étant en sens unique. 
Officiellement, elle s'étend de Karasuma jusqu'à Horikawa, mais elle est généralement associée à la portion de 500 mètres entre Karasuma et Ogawa. Après Ogawa, la rue est parfois nommée Shinmushanokōji-dōri ou Shinmushakōji-dōri (新武者小路通, Shinmushanokōji-dōri / Shinmushakōji-dōri). La rue est suivie à l'ouest par le Yokoshinmei-dōri (横神明通), suite directe à partir de Horikawa, ou le Sasayachō-dōri, à la même position que la portion entre Karasuma et Ogawa du Mushanokōji-dōri.

### Voies rencontrées
De l'est vers l'ouest, en sens unique, jusqu'à Ogawa, où aucun sens n'est imposé, mais la chaussée reste trop étroite pour deux voies. Les voies rencontrées de la droite sont mentionnées par (d), tandis que celles rencontrées de la gauche, par (g), en gardant le sens de l'est vers l'ouest. 
1. Karasuma-dōri (en) (烏丸通)
2. Muromachi-dōri (en) (室町通)
3. Koromonotana-dōri (衣棚通)
4. Shinmachi-dōri (ja) (新町通)
5. (g) Nishinotōin-dōri (ja) (西洞院通)
6. Ogawa-dōri (小川通)
7. Aburanokōji-dōri (ja) (油小路通)
8. (g) Komachi-dōri (小町通)
9. Higashihorikawa-dōri (en) (東堀川通)
10. Horikawa-dōri (en) (堀川通)

- Sources : (ja) Université Ritsumeikan Asia Pacific (en), « 近代京都オーバーレイマップ », sur Art Research Center,‎ 2022 (consulté le 6 novembre 2022).

### Transports en commun
L'arrêt d'autobus le plus proche est l'arrêt coin Shinmachi et Imadegawa-dōri (今出川通) du réseau municipal (ja), à cinq minutes de marche.

## Odonymie
Le nom Mushanokōji-dōri est aussi écrit en japonais 無車小路通, avec la même prononciation. La prononciation elle-même peut aussi varier, on la nomme parfois Mushanokōji-dōri ou Mushakōji-dōri.
Le nom de la rue a plusieurs origines, la plus populaire est qu'auparavant, plusieurs guerriers y résidaient, Musha signifiant guerrier et Kōji signifiant allée. Cependant, l'autre sens se lit « allée sans voitures », et les deux écritures ayant été utilisées depuis longtemps, il n'est pas possible de savoir l'origine certaine. 

## Histoire
La rue existait déjà dans les premiers temps de la ville, en tant que rue hors du rakuchū (ja), limites de la ville impériale. Lors de la refonte du cadastre par Toyotomi Hideyoshi, la rue est rénovée et développée. 
Durant l'époque d'Edo, le nom Mushanokōji-dōri fait référence à la portion entre Karasuma et Ogawa. Cependant, on la considérait aussi comme une extension du Sasayachō-dōri (笹屋町通), de l'autre côté de Horikawa.

## Patrimoine et lieux d'intérêt

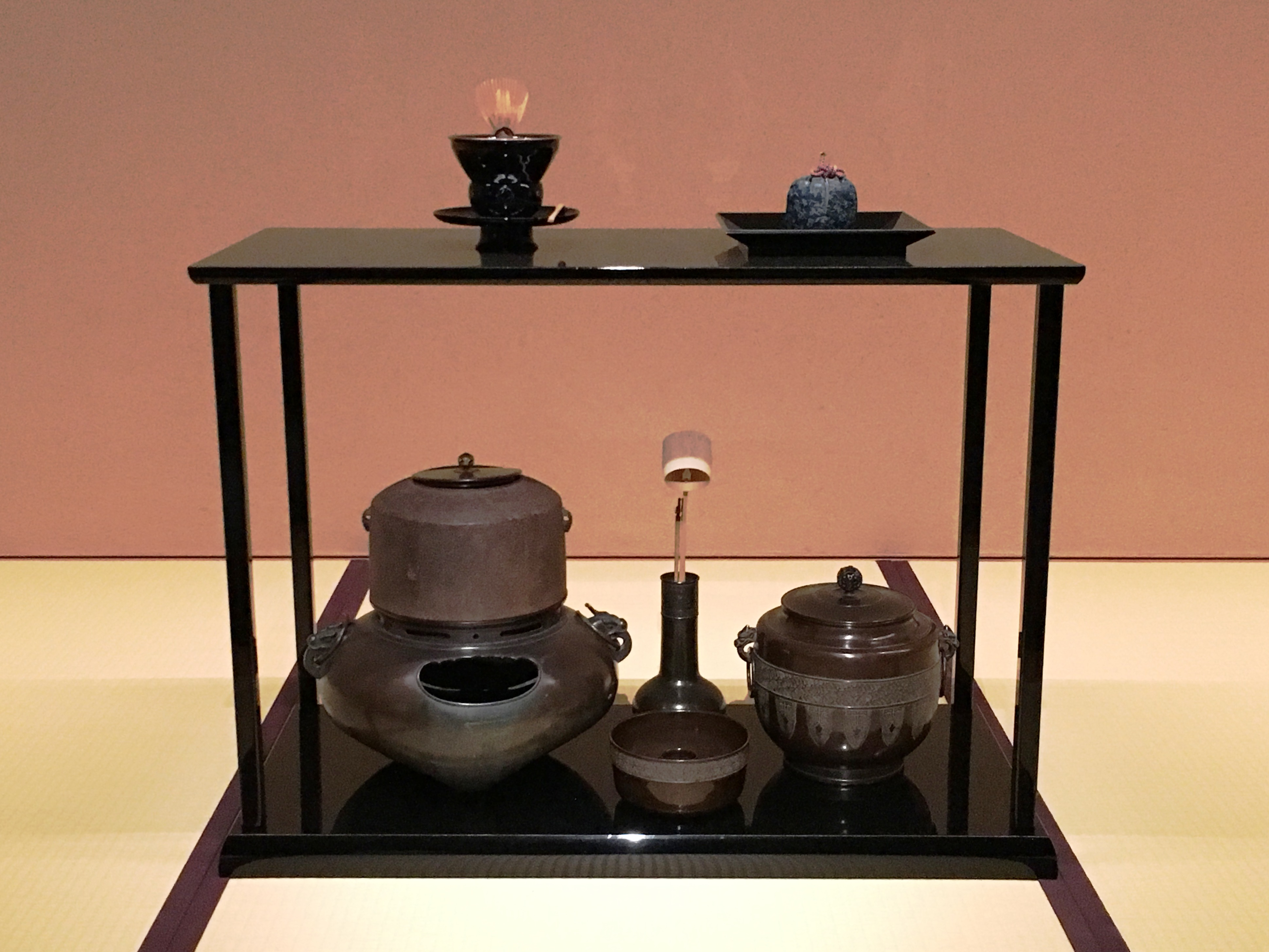
Ensemble de thé de l'école Mushakōjisenke au musée d'art MOA à Atami, préfecture de Shizuoka.

La rue est l'adresse de l'école de cérémonie de thé Mushakōjisenke (武者小路千家), l'une des trois grandes écoles Sen (ja) (千), avec l'Urasenke et l'Omotesenke. S'y trouve aussi la résidence des Nakamura Sōtetsu (ja) (中村 宗哲), une  des dix grandes lignées d'artisans de la maison Sen (ja) (千家十職), représentant l'art de la laque. En dehors de ces deux bâtiments, on retrouve très peu de maisons de ville traditionnelles et la plupart des habitations datent d'après ère Shōwa,. Outre les deux bâtiments des écoles Sen se trouve aussi le jardin Kankyūan (官休庵庭園) de l'école Mushanokōjisenke,. 
On y retrouve l'autel bouddhiste Inuimukai Jizōson (乾向地蔵尊),. 